# Злитен
Злитен (арап. زليتن, латинизирано Zlīţan) је град у Либији на обали Средоземног мора. Град је у саставу општине Ал Мургуб. Злитен је био главни град некадашње општине Злитен. Назив Злитен користи се за град, али и за цело околно подручје. Град Злитен налази се око 160 км источно од Триполија, и око 60 км западно од Мисурате. У граду се налази познати универзитет Al-Jāmi’a Al-Asmariya (арап. الجامعة الاسمرية).
Током Рата у Либији 2011. године, у близини града су вођене борбе између либијске војске и побуњеника који су нападали град из правца Мисурате. Према извештајима с почетка августа 2011, град је био под контролом владиних снага.